# Arnshöfen
Arnshöfen là một xã thuộc một ‘‘Verbandsgemeinde’’ - ở huyện Westerwald trong bang Rheinland-Pfalz, Đức. Xã Arnshöfen có diện tích 2,94 km². Xã này thuộc Verbandsgemeinde Wallmerod, một dạng xã tập thể chỉ có ở bang Rheinland-Pfalz.
Xã này nằm ở Westerwald giữa Montabaur và Hachenburg, right near the Westerwald Lake Plateau.
Các làng thuộc Arnshöfen gồm Arnshöfen, Etzelbach và Niederdorf.
Năm 1525, Arnshöfen được đề cập lần đầu trong tài liệu.